# كوكب الساعة
كوكب الساعة هي سلسلة رواية خفيفة يابانية من تأليف يو كاميا وتسوباكي هيمانا. نشرت من قبل شركة كودانشا في 2 أبريل 2013 وتحولت لمسلسل أنمي من إنتاج شركة زيبيك تم عرضه في الفترة من 6 أبريل حتى 22 يونيو 2017.